# Varnostnik
Varnostnik (znan tudi kot varnostni inšpektor, zaščitni agent) je oseba, ki jo zaposli vlada ali zasebna stranka, da zaščiti premoženje delodajalca (premoženje, ljudi, opremo, denar itd.) pred različnimi nevarnosti (kot so odpadki, poškodovana lastnina, nevarno vedenje delavcev, kazniva dejanja, kot je tatvina itd.) z izvajanjem preventivnih ukrepov. Varnostniki skrbijo za to, da preprečijo nezakonita in neprimerna dejanja, in sicer (bodisi neposredno, prek patrulj ali pa posredno, z nadzorom alarmnih sistemov ali videonadzorih kamer) poiščejo znake kaznivih dejanj ali druge nevarnosti (kot je požar). ), sprejeti ukrepe za zmanjšanje škode (na primer opozorila in spremstvo kršiteljev z lastnine) in po potrebi prijaviti morebitne incidente svojim strankam in službam za nujne primere (na primer policiji ali reševalcem). Varnostniki so običajno v uniformirani, da zastopajo svoje zakonite pristojnosti za zaščito zasebne lastnine. Varnostnike na splošno urejajo zakonski predpisi, ki določajo zahteve za upravičenost (npr. preverjanje kazenske evidence) in dovoljene organe varnostnika v določeni sodni oblasti. Oblasti, dovoljene varnostnikom, se razlikujejo glede na državo in pod nacionalno pristojnost. Varnostnike najema vrsta organizacij, vključno s podjetji, vladnimi službami in agencijami ter neprofitnimi organizacijami (npr. Cerkve in dobrodelne organizacije).
Do osemdesetih let dvajsetega stoletja se je za to funkcijo pogosteje uporabljal izraz čuvaj, ki se je uporabljal vsaj v srednjem veku v Evropi, kjer ni bilo nobenega kazenskega pregona (razen če je šlo za zasebno zadevo). Ta izraz je bil prenesen v Severno Ameriko, kjer je bil zamenljiv z nočnim stražarjem (npr. Varnostnikom), dokler oba izraza nista nadomestila s sodobnimi varnostnimi naslovi. Za varnostnike včasih velja, da opravljajo zasebno policijsko funkcijo. 

## Naloge in dolžnosti
Številna varnostna podjetja in lastniške varnostne službe izvajajo metodo "odkrivanje, odvračanje, opazovanje in poročanje". Varnostni uradniki niso dolžni aretirati, so pa pooblaščeni, da državljana aretirajo ali kako drugače delujejo kot agent pregona, na primer na zahtevo policista ali šerifa.
Odgovornost uslužbenca zasebnega varovanja je varovanje stranke pred različnimi nevarnostmi (običajno v obliki kaznivih dejanj). Uslužbenci varovanja izvajajo pravila podjetja in lahko zaščitijo življenja in premoženje, včasih pa imajo pogodbeno obveznost, da to storijo. Poleg osnovnega odvračanja so varnostniki pogosto usposobljeni za opravljanje specializiranih nalog, kot so aretacija in nadzor (vključno z vpenjanjem lisic in zadrževalnih sistemov), upravljanje nujne opreme, izvajanje prve pomoči, CPR, natančno zapisovanje, pisanje podrobnih poročil in izvajanje drugih nalog, kot so zahteva stranka, ki ji strežejo. Vsi varnostniki morajo tudi opraviti dodatno usposabljanje, ki ga je država pooblastila za nošenje orožja, kot so palice, strelno orožje in poper v spreju (npr. Urad za varnost in preiskovalne službe v Kaliforniji zahteva, da mora imeti licenca za vsak predmet na seznamu med opravljanjem službe). 

## Zakonska regulativa poklicev v zasebnem varovanju v Sloveniji
V Republiki Sloveniji področje zasebnega varovanja regulira Zakon o zasebnem varovanju. Slednji predpisuje, da mora oseba pred nastopom dela varnostnika pridobiti ustrezna znanja in veščine, ki jih izkazuje z listinami o zaključenem izobraževanju po programu srednjega tehniškega izobraževanja Varnostni tehnik ali višjega strokovnega izobraževanja Inženir varovanja.
Usposobljenost za delo varnostnika pa lahko izkaže tudi z opravljeno nacionalno poklicno kvalifikacijo »varnostnik«. Pred zaposlitvijo na delovnem mestu varnostnika v podjetju, ki izvaja dejavnost zasebnega varovanja, pa mora pridobiti tudi dovoljenje za opravljanje varovanja, ki ga lahko izda Ministrstvo za notranje zadeve, ob izpolnjevanju zakonsko določenih kriterijev.